# Damart
Pour les articles ayant des titres homophones, voir Damar et Dammar.
Damart est un groupe de vente par correspondance créé en 1953 par la famille Despature, dont le siège social est situé à Roubaix en France. Damart est une marque de textile qui commercialise ses vêtements à travers des catalogues, des sites Web et un réseau de plus de 130 magasins en Europe dont 85 en France. Enseigne du groupe Damartex, son siège social se situe également à Roubaix dans le Nord. L'entreprise a fermé ses usines dans le Nord de la France mais conserve son centre de recherches et développement à Roubaix.
Les ventes par correspondance en Belgique et au Grand-Duché de Luxembourg sont centralisées dans la filiale belge, à Dottignies, immédiatement à côté de Roubaix… mais en Belgique.

## Histoire
Issu de l'industrie lainière, l'entreprise Despature, née en 1855 à Roubaix, trois frères donnent naissance à une matière qui est aujourd'hui le thermolactyl ce qui est le plus vendu dans les magasins Damart. Elle est spécialisée dans la fabrication de coutil et de doublures de tailleurs. D'abord nommée Établissements Thérin (d'après Pierre Therin Despature), elle est devenue Despature et fils en 1947. Elle change de cap en 1953 lorsque les frères Despature (Jules, Joseph et Paul) inventent le Thermolactyl, fibre aux propriétés triboélectriques, de protection contre le froid et l'humidité, s'inspirant ainsi de leur tante percluse de rhumatismes qui s'intéressait aux vertus de la triboélectricité par laquelle le frottement du sous-vêtement sur la peau fournissait une chaleur active. L'entreprise fait contrôler son nouveau produit par le milieu médical avant son lancement, édite un petit catalogue pour vendre en direct d’usine et envoie ses premiers catalogues par correspondance en 1954, année de la vague de froid en hiver. En 1957, Damart ouvre son premier magasin-conseil à Paris. Elle développe ensuite sa gamme lingerie commercialisée sous le nom de Damart (les Établissements Despature étant installés à l'angle de la rue Dammartin et du boulevard de Paris de Roubaix) : association du Thermolactyl à la soie, au Lycra, à la laine ou au coton. 
Dans les années 1960, Damart étend sa gamme dans de nouveaux articles (chaussant, corsetterie, prêt-à-porter). L'enseigne, à partir des années 1990, tente de rajeunir sa clientèle. Elle mise dans les années 2000 sur l'innovation pour se développer en mettant au point, outre le Thermolactyl, des textiles « intelligents » rafraîchissants (Océalis, Climatyl, Lineastyl by Damart). 
En 2002, le « Groupe Damart » scinde ses deux branches (Damart, équipement de la personne et Somfy, moteurs et automatismes pour les fermetures du bâtiment)  qui deviennent indépendantes. Damart S.A. est rebaptisé Damartex. 
En 2006, la dernière unité de fabrication à Roubaix est transférée en Tunisie. 
En 2008, Damart crée la collection « sport bien-être » et, pour se faire connaître du grand public, s'entoure de plusieurs champions sportifs parmi lesquels Christine Arron et Brian Joubert qui testent la technicité de Damart. 
Pour son cinquantième anniversaire, Damart comptait plus de 130 magasins-conseils en Europe. Opérée en 2010, la réorganisation de la structure DAMARTEX amène plusieurs évolutions chez Damart, notamment la création d'un bureau de style international et un nouveau logo. DAMARTEX finalise également l'acquisition d'Afibel en 2010.
En 2011, Damart lance un nouveau concept de boutique Happy D. by Damart qui cible les femmes actives de 55 à 65 ans.
En 2012, Damart revendique un catalogue de 7 000 références et avoir vendu 300 millions de Thermolactyl depuis 1953.
Après avoir équipé l’explorateur Jean-Louis Etienne en 1986, Damart fête ses 60 ans en 2013 avec un partenariat avec la NASA ou le CNRS pour mettre au point des polaires de marque Damartsport qui équipent l'expédition Tara. Par la suite, afin de dépoussiérer l'image de la marque, les collaborations se multiplient avec différents créateurs.
En 2013, Damart réalise 80 % de ses ventes en France où l'enseigne dispose de 85 boutiques en nom propre (130 en Europe). Elle réalise encore plus de 50 % de son chiffre d'affaires par correspondance, mais surtout 13 % de ses ventes sur Internet, secteur en pleine croissance qu'elle a investi en 2000.
En 2017, la marque revendique plus de 400 millions de Thermolactyl vendus dans le monde et 90 boutiques en France.
En janvier 2019, Christophe Gaigneux devient directeur général de la marque.

## Slogans et logo
Le logo de Damart est initialement zébré d'un éclair rouge qui transperce la lettre D. Il est relifté en 2010 avec une typographie plus stylée (la marque technique voulant devenir une marque de mode), la couleur noire puis bleu marine du logo étant passée au gris anthracite.
Dans les années 1960, dans une campagne d'affichage, Damart détourne la chansonnette d’Henri Salvador « Le travail c’est la santé, Thermolactyl c’est la conserver ». En 1971, Damart lance sa saga télévisée avec son célèbre slogan « Froid, moi ? Jamais ! ». Elle change de slogan dans les années 1990 : « Ne rien vivre à moitié » en 1992, « Damart, moi ? Toujours ! » en 1996, « La fibre du bien-être » dans les années 2000.